# 气球迷恋

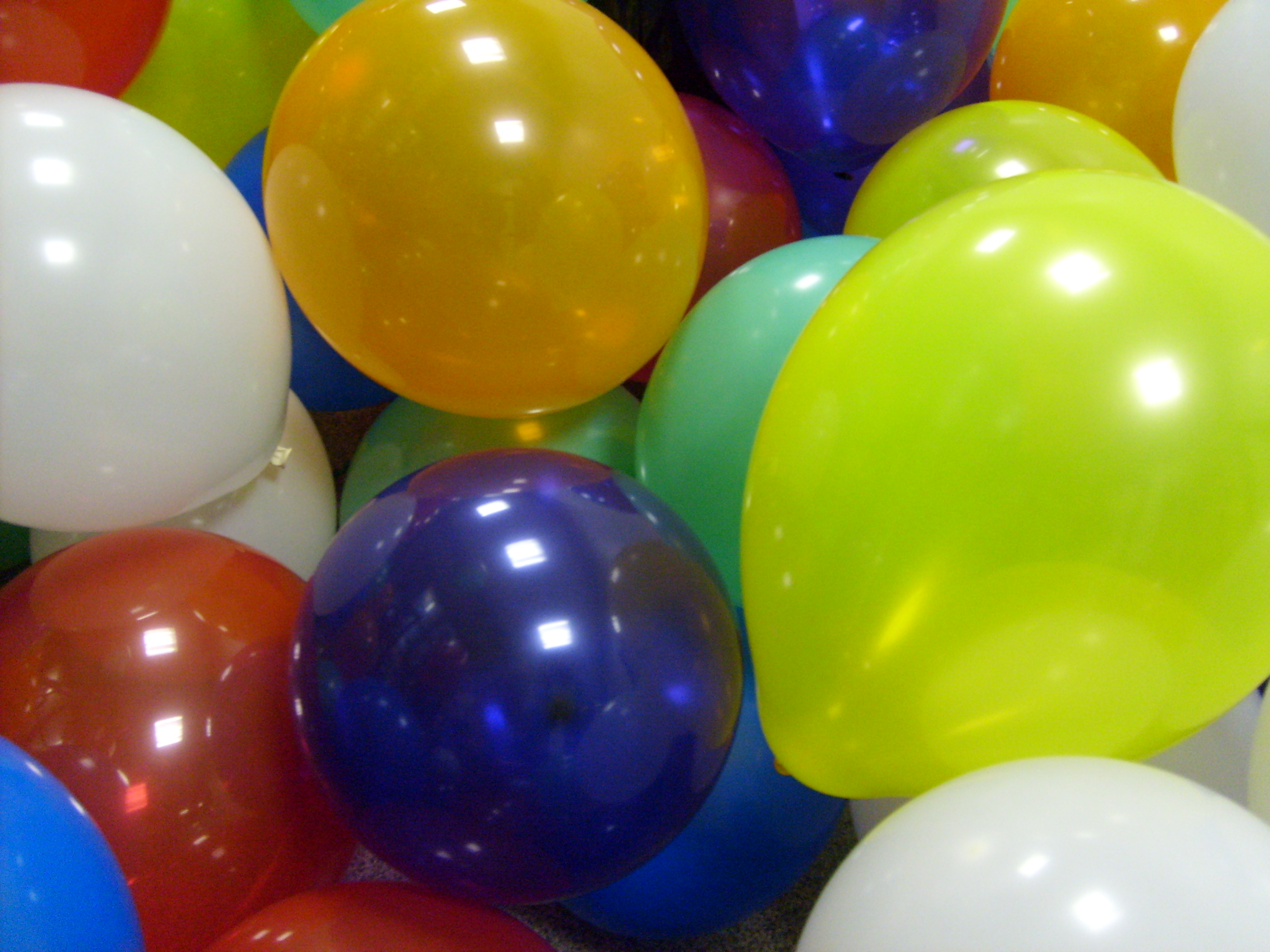
不同颜色的乳胶玩具气球

气球迷恋（通称，亦称），是指涉及气球的恋物癖，属于性偏离的一种。广义上讲，凡是涉及可充气物的恋物者，均可归为这一群体。气球迷恋者借助与气球游戏产生性兴奋与性愉悦，通常分为「popper」（爆破）与「non-popper」（非爆破）两类。他们在选择用于玩乐的气球时，往往有特定的偏好。此类恋物情节系后天形成，具体成因因人而异，主要来自于气球独特的外形与触感，且往往与恋物者特殊的童年经历有关。气球迷恋随着乳胶玩具气球的普及而兴起，相关社群最早诞生于20世纪70年代，并随着互联网的推广而不断发展。

## 定义与分类
狭义而言，气球迷恋指的是以气球作为性兴奋与性愉悦来源的恋物情节。广义来讲，凡是涉及可充气物的恋物者，均可归为气球迷恋者，其迷恋对象可以包括充气泳池坐骑、充气床垫、沙滩球或游泳圈。
气球迷恋群体通常分为两类：「popper」（爆破）与「non-popper」（非爆破）：
- popper群体享受以各种方式爆破气球的过程，包括但不限于充气爆破、挤压爆破、锐器爆破等方式[7]。他们从气球濒临爆炸的不确定性以及爆炸时压力的释放中获得性快感，有时会一次爆破多个气球[8]。
- non-popper群体不会故意爆破或损坏气球。他们往往对气球有某种情感上的联结，更倾向于温和的玩法，例如搂抱或爱抚气球。在尽兴之后，则往往给气球放气，将其收好后妥善保存[7][9]。

这两类群体往往对气球抱有不同的情感：non-popper认为popper的爆破行为粗暴，而popper将气球视作满足性欲的工具。不过，大多数研究显示，大多数气球迷恋者会视情形、环境与玩伴的不同，在popper与non-popper玩法之间切换，二者均能带来乐趣。

## 惯常行为
与一般气球游戏者不同，气球迷恋者将气球视作性生活的一部分，或独自一人，或与性伴侣进行气球游戏，以此满足自己的性需求。他们与气球的主要互动方式如下所述：
- 与充气气球的性接触（利用气球自慰，将气球与敏感部位摩擦，或骑乘气球直至性高潮）
- 给气球充气
- 骑坐（包括跳骑）、搂抱、爱抚气球，或以其他方式与气球亲密接触
- 将气球塞进衣服中
- 爆破气球
- 观看他人以类似方式与气球游戏

除了上述方式之外，一些气球迷恋者还会采取其他相对小众的游戏方式，例如用魔术气球编出各种造型；或者钻入充气的巨型气球中，让气球包裹自己，一般选用72英寸以上的乳胶气象气球或其他特制气球。一部分气球迷恋者会在游戏时给大量气球充气，装满整个房间，被称作「气球房」。
气球迷恋往往与其他类型的恋物癖存在密切联系。例如，许多气球迷恋者亦有恋足情节，喜欢观看女性用脚踩爆气球。气球迷恋与BDSM关联较疏。2025年的调查显示，受调查的气球迷恋者中仅18.25%表示对BDSM有兴趣。另有报道指出，气球迷恋者与福瑞控群体之间可能存在关联，具体情况尚待研究。
DSM-5將戀物癖定義為「強烈激起性幻想、性衝動或性行為，一般涉及非人類的對象」。气球迷恋者更愛戀一個物體，而不是一個真實人物，氣球成為激發性兴奋的必要條件，並用氣球來滿足親密的需要。儘管该嗜好似乎沒有實際傷害，但心理学家麗貝卡·比頓博士（Dr. Rebecca Beaton）表示，對物體的依戀如果干擾到日常生活，或者造成巨大的精神壓力，則可被視為是一種精神疾病。

## 选择气球方面的偏好

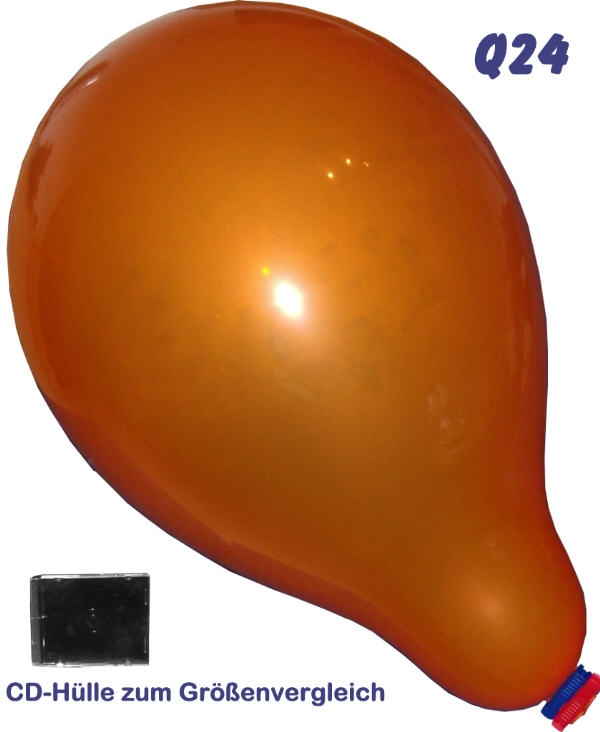
Qualatex 24寸气球。Qualatex是美国历史上的气球品牌，其产品因较高质量与耐用性，备受气球迷恋群体的青睐

气球迷恋者在选择气球方面往往有特定的偏好，注重气球的尺寸、颜色、形状、材质以及弹性、耐用性等属性。2014年的一项调查显示，气球迷恋者所注重的气球各项属性占比分别是：「味道」占5%，「气味」占10%，「颜色」占12%，「脖子长度」占12%，「品牌」占12%，「弹性」占15%，「耐用性」占16%，「尺寸」占18%。大多数气球迷恋者偏好更大尺寸的气球，因为「这样的气球更具有可玩性，并且对于popper而言，更大尺寸气球的爆破声音更响」。而在2025年的一则调查中，50.8%的受访者表示有尺寸偏好（绝大多数偏好较大尺寸），25.4%表示有颜色偏好，47.6%表示有形状偏好，52.4%表示有材质偏好。在诸多颜色中，透明色气球很受气球迷恋群体的欢迎，其中一个原因是透明气球不会在游戏时遮挡视线。
气球迷恋者对所用气球的品牌亦有特殊偏好，大多不会选择普通超市提供的寻常气球，而更倾向于使用专门品牌的、更为结实耐用的产品。2011年发布的一则报告中，一位27岁的气球迷恋者表示自己「最喜欢的气球品牌是Tuf-Tex与Qualatex」，另一位受访者表示自己喜欢Rifco品牌的气球，因为它「带有些许巧克力曲奇气味的乳胶可以增强与气球游戏的整体体验，正如气球的触感、声音一样」。

## 产生原因
气球迷恋的产生并非由遗传因素决定，而是后天因素所致，往往形成于童年时期。个案研究显示，该恋物情节的成因因人而异。有理论认为，乳胶气球具有极强的可塑性与弹性，且其外形、触感很容易让人联想到人的肌肤与胴体，因而成为了恋物的对象。有气球迷恋者表示「喜欢球皮越绷越紧时身体与球皮摩擦的吱吱声」。乳胶气球独特的气味亦是其受喜爱的原因之一。此外，对于popper而言，气球极限状态以及爆破时刻带来的肾上腺素飙升也能带来性刺激。
另有观点认为，气球迷恋可以解釋為一種性铭印，可能在早年的戀愛、性或親密經歷中產生，即在童年某个特定时期，个体暴露于气球带来的特定且强烈的性刺激之下，因而形成了特定的性偏好。例如2011年的报告中，一位受访者在青少年时期借助气球完成了第一次自慰，因此生发出对气球的迷恋情节。在其他情况下，气球迷恋还可能源起于童年的创伤性经历。作为儿童玩具的气球容易突然爆破，对儿童造成惊吓，使得他们对气球产生「爱」与「恐惧」交织的双重情感。步入青春期后，这种复杂情感可能演变成对气球的控制欲需求，继而诱发出对气球的迷恋情节。

## 历史
相较于其他恋物癖，气球迷恋的产生较为晚近。乳胶玩具气球于1930年代出现于美国市场，气球迷恋则随着乳胶气球技术的普及而逐步兴起。1976年成立的是最早的气球迷恋组织之一，该组织面向「喜欢讨论玩具气球的性魅力、分享照片与视频、在世界各地举办线下聚会，并聊聊气球性爱、气球女孩、气球色情……的成年人（无论是异性恋还是同性恋者）」。截至2022年，该网上有数百个气球迷恋主题的专门站点，还有大量的视频、小说与其他色情内容，专门为气球迷恋者定制。
得益于互联网的传播，气球迷恋群体是发展最快的恋物癖社群之一。不过，尽管已有许多媒体对气球迷恋进行过报道，针对这一现象的实证研究仍然极为有限，且大多是基于轶事、传闻，或零碎的个案研究，亟待学者深化。

## 大眾媒體
- SexTV（英语：SexTV），第9季第23集，2007年6月9日播映。[22]
- Strange Sex（英语：Strange Sex），第1季第5集，2010年8月1日播映。[23]
- Sexministeriet（丹麦语：Sexministeriet），第2季第4集，2012年9月26日播映。
- Taboo（英语：Taboo (2002 TV series)），2012年剧集，國家地理頻道。[24]
- My Strange Addiction（英语：My Strange Addiction），第4季第7集，2013年3月13日播映。[25]

### 引用
1. ↑  陆遥（2017年），第15页
2. 1 2 3  Bramwell（2007年），第62页
3. 1 2 3 4 5 6 7  McIntyre（2011年）
4. 1 2 3 4  Worthen（2022年），第300页
5. 1 2 3 4  Griffiths（2024年），第29页
6. 1 2 3  Brown等（2025年），第3页
7. 1 2 3 4 5 6 7 8 9  Worthen（2022年），第301页
8. ↑  DiClaudio（2008年），第87–88页
9. 1 2 3  DiClaudio（2008年），第87页
10. 1 2 3  DiClaudio（2008年），第88页
11. ↑  . SlangDefine.   [2025-07-10]. （原始内容存档于2025-07-22） （英语）.
12. ↑  Mistress Couple（2018年），第138-141页
13. ↑  Mistress Couple（2018年），第180页
14. ↑  DiClaudio（2008年），第89页
15. ↑  Brown等（2025年），第6页
16. 1 2  James（2012年）
17. ↑  . looner.zone （英语）.
18. 1 2  Brown等（2025年），第7页
19. 1 2 3  Worthen（2022年），第302页
20. ↑  Zender，Jahner & MBoundza（2018年）
21. ↑  Scorolli等（2007年），第436页
22. ↑  Balloon Fetish 的存檔，存档日期17 June 2010., SexTV Archives (retrieved 22 August 2010)
23. ↑  互联网电影数据库（IMDb）上《Balloon Fetish》的资料（英文）
24. ↑  Balloon Infatuation 的存檔，存档日期4 September 2012., National Geographic Channel (retrieved 29 January 2020)
25. ↑  互联网电影数据库（IMDb）上《In Love with Balloons/Face Mask Eater》的资料（英文）

### 
- Worthen, Meredith. . Routledge. 2022. ISBN 978-0-367-53941-2.
- 陆遥. . 长江出版社. 2017. ISBN 978-7-5492-5328-9.
- Griffiths, Mark. . Curtis Press. 2024. ISBN 978-1-0685897-0-6.
- Bramwell, David. . DK Publishing. 2007. ISBN 978-0-7566-3201-4.
- DiClaudio, Dennis. . Bloomsbury USA. 2008. ISBN 978-1-59691-409-4.
- Brown, Ashley; Barker, Edward; Friedrich, Stella; Rahman, Qazi. . The Journal of Sex Research. 2025. doi:10.1080/00224499.2025.2486472.
- McIntyre, Karen. . California Digital Library（英语：California Digital Library）. 2011-04-27 （英语）.
- Mistress Couple. . Cleis Press. 2018. ISBN 978-1-62778-274-6.
- James, Susan. . ABC News. 2012-08-15  [2021-08-29]. （原始内容存档于2021-08-29）.
- Zender, Maximilian; Jahner, Phil; MBoundza, Saba. . BuzzFeed. 2018-04-14  [2025-07-10]. （原始内容存档于2024-07-09） （英语）.
- Scorolli, C; Ghirlanda, S; Enquist, M; Zattoni, EA; Jannini. . Nature. 2007, (19)  [2025-07-10]. （原始内容存档于2025-06-28）.